# Райли, Джек (хоккеист)
Джон Джозеф «Джек» Райли (англ. John Joseph 'Jack' Riley; 29 декабря 1910 —  19 января 1993) —  профессиональный канадский хоккеист ирландского происхождения , выступавший на позиции центрального нападающего в 1930-х годах в НХЛ и АХА.

## Биография
Родился в ирландской Беркенле  в 1910 году. В детстве вместе с родителями перебрался в Канаду. Райли вырос в Альберте, играя за «Калгари Индианс» в Молодежной хоккейной лиге города Калгари. Вместе с командой принимал участие в Мемориальном кубке, но безуспешно.
Райли отыграл четыре сезона в НХЛ, в основном за «Монреаль Канадиенс», где провёл без малого 100 матчей. По итогам 104 игр в НХЛ он забил 10 голов и совершил 22 результативные передачи, набрал 32 очка, записав в свой пассив всего 8 минут штрафа. Он продолжил играть в АХА и стал лучшим в составе команды «Талса Ойлерз» по результативности в сезоне 1936/37. Выступал за «Ванкувер Лайонс» в  Хоккейной лиге Тихоокеанского побережья. Завершил карьеру игрока в составе «Херши Беарс» в 1945 году.
Джек Райли умер  в Ванкувере зимой 1993 года.